# Dipluridae

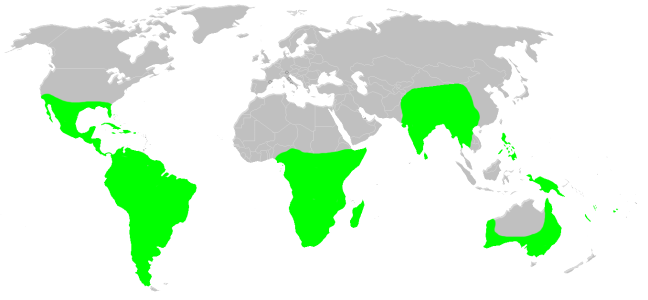
Verbreitung der Dipluridae

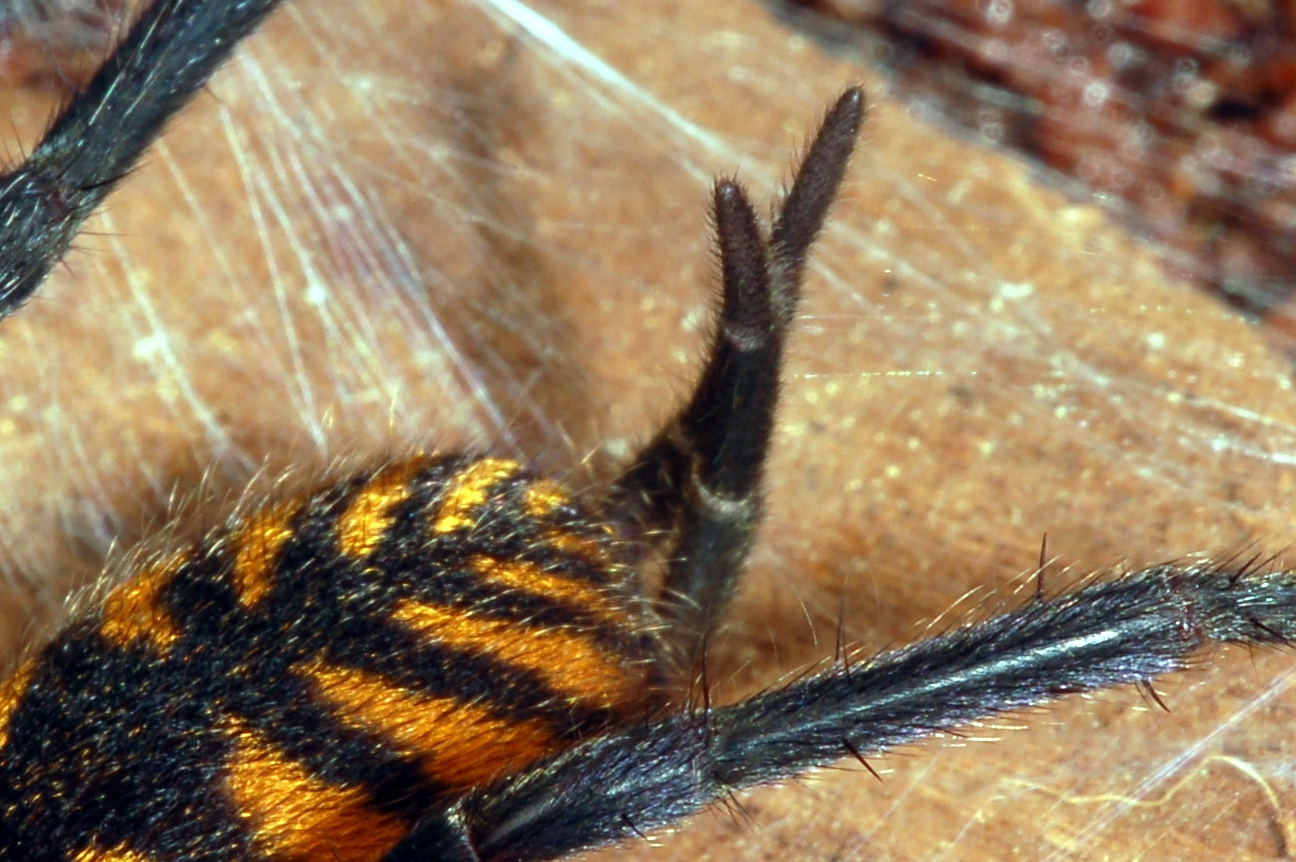
Spinnwarzen von Linothele fallax

Die Dipluridae sind kleine bis mittelgroße Spinnen mit extrem verlängerten Spinnwarzen. Sie werden im Deutschen auch als Doppelschwanzspinnen bezeichnet. Die Familie umfasst 26 Gattungen und 199 Arten (Stand: Dezember 2018).
Die Familie der Diplurida wurde von Eugène Simon (1848–1924) im Jahre 1889 erstellt. Fast alle Tiere dieser Familie bauen Trichternetze, die in einer mit Gespinst ausgekleideten Wohnkammer enden. Lediglich Diplura garleppi besitzt keine verlängerten Spinnwarzen und webt wahrscheinlich auch keine Trichternetze, sondern lebt in mit Seide ausgekleideten Röhren.
Die Dipluridae besiedeln tropische und subtropische Klimazonen auf allen Kontinenten, außer Europa.

## Systematik
Der World Spider Catalog listet für die Dipluridae aktuell 26 Gattungen und 199 Arten (Stand: Dezember 2018).
- Diplurinae
  - Diplura C.L. Koch, 1850 (Südamerika, Kuba)
  - Harmonicon F. O. Pickard-Cambridge, 1896 (Französisch-Guayana, Brasilien)
  - Linothele Karsch, 1879 (Südamerika)
  - Trechona C. L. Koch, 1850 (Südamerika)
- Euagrinae
  - Allothele Tucker, 1920 (Afrika)
  - Australothele Raven, 1984 (Australien)
  - Caledothele Raven, 1991 (Australien)
  - Carrai Raven, 1984 (New South Wales)
    - Carrai afoveolata Raven, 1984

  - Cethegus Thorell, 1881 (Australien)
  - Euagrus Ausserer, 1875 (Südliche USA bis Costa Rica, Südafrika, Taiwan)
  - Microhexura Crosby & Bishop, 1925 (USA)
  - Namirea Raven, 1984 (Australien)
  - Phyxioschema Simon, 1889 (Zentralasien)
  - Stenygrocercus Simon, 1892 (Neukaledonien)
  - Vilchura Ríos-Tamayo & Goloboff, 2017 (Chile)
    - Vilchura calderoni Ríos-Tamayo & Goloboff, 2017
- Ischnothelinae
  - Andethele Coyle, 1995 (Peru)
  - Indothele Coyle, 1995 (Indien)
  - Ischnothele Ausserer, 1875 (Mexiko bis Argentinien, Karibik, Indien)
  - Lathrothele Benoit, 1965 (Afrika)
  - Thelechoris Karsch, 1881 (Afrika, Madagaskar)
- Masteriinae
  - Chilehexops Coyle, 1986 (Chile, Argentinien)
  - Masteria L. KochL. Koch, 1873 (Karibik, Zentral- und Südamerika, Ozeanien, Australien)
  - Siremata Passanha & Brescovit, 2018 (Brasilien)
  - Striamea Raven, 1981 (Kolumbien)
- incertae sedis
  - Leptothele Raven & Schwendinger, 1995 (Thailand)
    - Leptothele bencha Raven & Schwendinger, 19955

  - Troglodiplura Main, 1969 (Australien)
    - Troglodiplura lowryi Main, 1969